# Cadlina luteomarginata
Espèce
Synonymes
- Cadlina marginata MacFarland, 1905[2]

Cadlina luteomarginata est une espèce de mollusques de l'ordre des nudibranches et de la famille des Cadlinidae.

## Description
Cadlina luteomarginata est un mollusque gastéropode marin sans coquille. D'une longueur moyenne de 25 mm et pouvant atteindre de 75 mm, ce nudibranche doridien possède un manteau blanc ou jaune pâle translucide de forme convexe, ponctué d'excroissances jaune pâle. Sa tête est dotée de deux rhinophores blancs ou jaune pâle lamellés, et, près de sa queue, ses branchies, généralement au nombre de six, composent un panache de couleur blanche. Son manteau et son pied présentent des bords ourlés de couleur jaune,.

## Noms vernaculaires
- Yellow-Edged Cadlina ou Yellow-margin Dorid, dans le monde anglophone[4],[5],[6].

## Habitat
Cadlina luteomarginata prospère sur les fonds marins, en zone intertidale, jusqu'à 45 m de profondeur.

## Distribution
La limace de mer Cadlina luteomarginata se rencontre dans l'océan Pacifique, le long de la côte Est de l'Amérique du Nord,.